# 큼피나

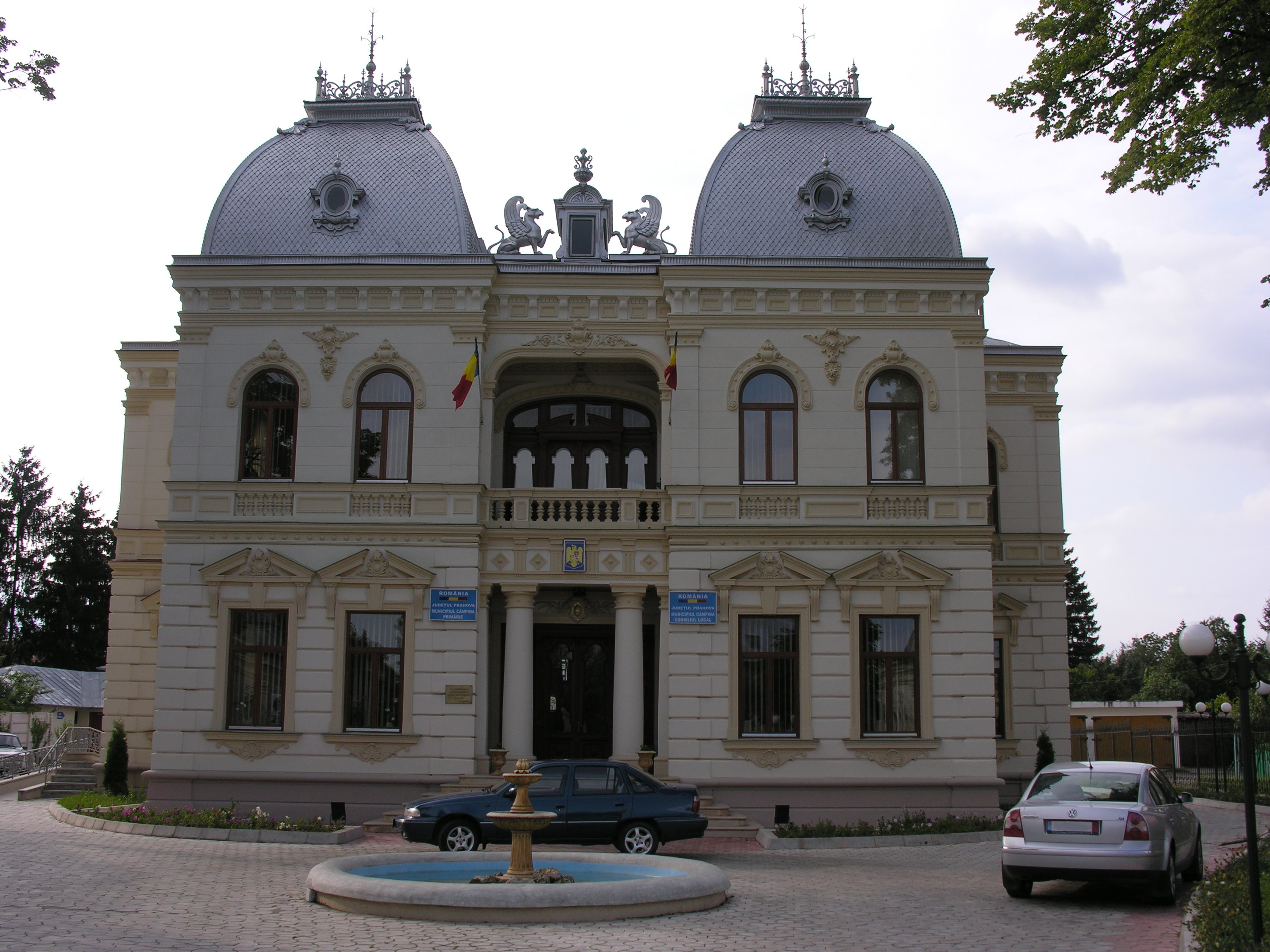
큼피나 시청

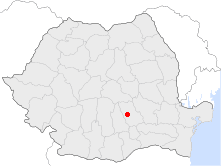
큼피나의 위치

큼피나(루마니아어: Câmpina)는 루마니아 프라호바주의 도시로 면적은 24.23km2, 인구는 32,935명(2011년 기준)이다. 프라호바 주의 주도인 플로이에슈티의 북쪽에 위치한다.
역사적으로 트란실바니아와 왈라키아 간의 교역의 거점으로 여겨진 곳이다. 19세기 말부터 크게 성장했으며 20세기 초반에는 석유 채굴 시설과 정유 시설이 들어섰다.

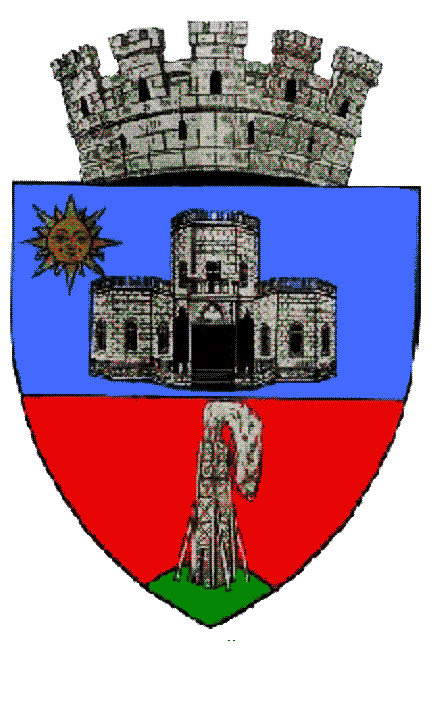
시 문장